# Kigi am
Kigi am (Pustelnia Jedyna w Swoim Rodzaju) – znana koreańska świątynia buddyjska niemająca statusu klasztoru - pustelnia.

## Historia pustelni
Pustelnia została wybudowana w roku 816 i nosiła nazwę Anhung sa, czyli była samodzielnym klasztorem. Położona jest na zboczu góry Palgong i należy obecnie do klasztoru Ŭnhae. Znajduje się w dość odległym miejscu, jest często zakryta mgłą, co nadaje jej aurę tajemniczości i niedostępności.
Praktykowało w niej wielu słynnych mnichów. Jednym z nich był mistrz sŏn Paegun Kyŏnghan (ur. 1298, zm. 1374).
W 1546 roku pustelnia została wyremontowana i rozbudowana przez mistrza Kisonga Kwaesona. W tym czasie przebywało tu sześćdziesięciu mnichów. Obecny kształt pustelnia zawdzięcza ostatniej renowacji z roku 1823. 
Dzisiaj znajduje się tu mały pawilon do praktyki sŏn, w którym w porze zimowej i letniej zbierają się chętni na trzymiesięcznych odosobnieniach, które prowadzone są przez ostatnie 500 lat.

## Adres pustelni
- 951-313 Cheongtong-ro, Cheongtong-myeon (540 Chiil-ri), Yeongcheon, Gyeongsangbuk-do, Korea Południowa